# Torn Between Two Lovers
"Torn Between Two Lovers" is een nummer van de Amerikaanse zangeres Mary MacGregor. Het verscheen op haar gelijknamige debuutalbum uit 1976. Dat jaar werd het uitgebracht als de eerste single van het album.

## Achtergrond
"Torn Between Two Lovers" is geschreven door Peter Yarrow en Phillip Jarrell en geproduceerd door Yarrow en Barry Beckett. In het lied zingt de verteller over een driehoeksverhouding waar zij zich in bevindt. Het nummer werd opgenomen in de Muscle Shoals Sound Studio en werd een nummer 1-hit in de Amerikaanse Billboard Hot 100, terwijl het ook in de Britse UK Singles Chart succes had met een vierde plaats. Ook stond het in Australië en Canada op nummer 1 en werd het in onder meer Ierland, Nieuw-Zeeland en Zuid-Afrika een top 10-hit. In Nederland piekte het op de veertiende plaats in de Top 40 en de elfde plaats in de Nationale Hitparade, terwijl in Vlaanderen de veertiende positie in een voorloper van de Ultratop 50 werd bereikt.
"Torn Between Two Lovers" is gecoverd door onder meer Anna-Lena, The Bachelors, Sharon Cuneta, Connie Francis en Anita Meyer. Het is tevens in een aantal andere talen opgenomen: Faye Wong zong het in het Kantonees als "中間人", Penny McLean in het Duits als "Zwischen zwei Gefühlen", Celly Campello in het Portugees als "Só, entre dois amores", Conny Vandenbos in het Nederlands als "Hopeloos verloren", Claude François in het Frans als "Drame entre deux amours", Wizex in het Zweeds als "Ge mig dina tankar" en Christie Lee in het Spaans als "Entre dos amores".

## Hitnoteringen

### Nederlandse Top 40
| Hitnotering: 12-03-1977 t/m 16-04-1977 | Hitnotering: 12-03-1977 t/m 16-04-1977 | Hitnotering: 12-03-1977 t/m 16-04-1977 | Hitnotering: 12-03-1977 t/m 16-04-1977 | Hitnotering: 12-03-1977 t/m 16-04-1977 | Hitnotering: 12-03-1977 t/m 16-04-1977 | Hitnotering: 12-03-1977 t/m 16-04-1977 | Hitnotering: 12-03-1977 t/m 16-04-1977 |
| Week                                   | 1                                      | 2                                      | 3                                      | 4                                      | 5                                      | 6                                      |                                        |
| -------------------------------------- | -------------------------------------- | -------------------------------------- | -------------------------------------- | -------------------------------------- | -------------------------------------- | -------------------------------------- | -------------------------------------- |
| Nummer                                 | 25                                     | 15                                     | 14                                     | 19                                     | 28                                     | 36                                     | uit                                    |

### Nationale Hitparade
| Hitnotering: 12-03-1977 t/m 02-04-1977 | Hitnotering: 12-03-1977 t/m 02-04-1977 | Hitnotering: 12-03-1977 t/m 02-04-1977 | Hitnotering: 12-03-1977 t/m 02-04-1977 | Hitnotering: 12-03-1977 t/m 02-04-1977 | Hitnotering: 12-03-1977 t/m 02-04-1977 |
| Week                                   | 1                                      | 2                                      | 3                                      | 4                                      |                                        |
| -------------------------------------- | -------------------------------------- | -------------------------------------- | -------------------------------------- | -------------------------------------- | -------------------------------------- |
| Nummer                                 | 19                                     | 11                                     | 11                                     | 18                                     | uit                                    |

### NPO Radio 2 Top 2000
| Nummer met noteringen in de NPO Radio 2 Top 2000 | '99  | '00  |
| ------------------------------------------------ | ---- | ---- |
| Torn Between Two Lovers                          | 1502 | 1531 |

1. ↑  Een vetgedrukt getal geeft de hoogste notering aan.
2. ↑  Deze tabel is bijgewerkt tot en met de laatste editie (2024).